# David Martín
David Martín (født 2. januar 1977) er en spansk vandpolospiller.
Han repræsenterede sit land under sommer-OL 2012 i London, hvor han endte på sjetteplads med det spanske landshold.

## Eksterne links
- David Martíns profil på Olympics.com (engelsk)
- David Martíns profil på Olympic.org (arkiveret) (engelsk)
- David Martíns profil på Sports-Reference OL-resultater (arkiveret) (engelsk)
- David Martíns profil på Olympedia (engelsk)
- David Martíns profil hos FINA (engelsk)

| Vandpolospiller | Spire Denne biografi om en vandpolospiller er en spire som bør udbygges. Du er velkommen til at hjælpe Wikipedia ved at udvide den. |